# زیگفرید گراسیا
زیگفرید گراسیا (انگلیسی: Sígfrid Gràcia; ۲۷ مارس ۱۹۳۲ – ۲۳ مهٔ ۲۰۰۵) بازیکن فوتبال اهل اسپانیا بود که در پست دفاع بازی می‌کرد.
وی همچنین در تیم‌های ملی فوتبال اسپانیا، و کاتالونیا بازی کرده‌است.

## زندگی حرفه‌ای
گراسیا که در گایا، بارسلون، کاتالونیا به دنیا آمد، تمام ۱۷ سال دوران حرفه‌ای خود را در باشگاه بارسلونا گذراند، اما برای سه سال قرضی در اس دی اسپانیا صنعتی بازی کرد.